# 潮什麼系列
《潮什麼系列》（英語：Hipster Tour Series）是香港電視廣播有限公司拍攝製作的旅遊節目系列，外判Nucks Production Company。主要介紹各地新潮之東西，由梁芷珮擔任主持，監製張志明，之後改由張洪翅擔任監製。本節目系列現時共十八輯及兩輯特別版，分別為《美國潮什麼》、《加拿大潮什麼》、《法國潮什麼》、《西班牙潮什麼》、《意大利潮什麼》、《北歐潮什麼》、《西葡潮什麼》、《冰島潮什麼》、《冬奧潮什麼》、《芬蘭潮什麼》、《東．南歐潮什麼》、《非洲潮什麼》、《澳洲潮什麼》、《南極潮什麼》、《北極潮什麼》、《沙特阿拉伯潮什麼》、《巴黎奧運潮什麼》、《瑞士潮什麼》、《德國潮什麼》、《南美潮什麼》。

## 作品列表
《美國潮什麼》於2017年2月18日至4月29日每周六20:30-21:00J2播出，拍攝地點為洛杉磯。
《加拿大潮什麼》於2017年5月13日至7月29日每周六20:30-21:00J2播出，拍攝地點為溫哥華、艾伯塔省等。
《法國潮什麼》於2018年3月19日至5月21日每周一20:30-21:00J2播出，麥凱程做導遊，拍攝地點為巴黎、里昂、尼斯、波爾多、南特等。 
《西班牙潮什麼》於2018年12月31日至2019年3月11日每周一20:30至21:00於J2播出，拍攝地點為巴塞隆拿、聖塞巴斯提安、聖地牙哥、馬德里、瓦倫西亞等。
《意大利潮什麼》於2019年3月18日開始每周一20:30至21:00於J2播出，節目到訪十三個城市，並由郵輪帶大家去到鄰近希臘的三個小島。
《北歐潮什麼》於2019年7月1日開始每周一20:30至21:00於J2播出，拍攝地點為冰島、芬蘭、丹麥、挪威及瑞典。
《西葡潮什麼》於2020年5月16日開始每周六22:30至23:00於翡翠台播出，拍攝地點為西班牙及葡萄牙。
《冰島潮什麼》於2021年10月18日開始每周一至三22:30至23:15於翡翠台播出，拍攝地點為雷克雅未克。
《冬奧潮什麼》於2022年2月3日開始周四22:30至23:15及周五23:55-00:25於翡翠台播出，曾國猷做導遊，拍攝地點為芬蘭、愛沙尼亞、薩拉熱窩及法國。
《芬蘭潮什麼》於2022年3月24日開始每周四及周五22:30至23:05於翡翠台播出，拍攝地點為芬蘭、瑞典及愛沙尼亞。
《東．南歐潮什麼》於2022年5月30日開始每周一至三22:30至23:15於翡翠台播出，拍攝地點為克羅地亞、波斯尼亞和黑塞哥維那及黑山。
《非洲潮什麼》於2023年1月30日開始每周一至三22:30至23:05於翡翠台播出，拍攝地點為馬爾代夫、塞舌爾、毛里裘斯、南非及肯亞。
《澳洲潮什麼》於2023年5月29日開始每周一至三22:30至23:05於翡翠台播出，拍攝地點為西澳、昆士蘭。
《南極潮什麼》於2023年10月5日開始每周四及周五22:30至23:05於翡翠台播出，拍攝地點為阿根廷、南極洲。
《北極潮什麼》於2023年12月18日開始每周一至三22:30至23:05於翡翠台播出，拍攝地點為挪威、格陵蘭、加拿大。
《沙特阿拉伯潮什麼》於2024年5月20日開始每周一至三22:30至23:05於翡翠台播出，拍攝地點為歐拉、利雅德、吉達。
《巴黎奧運潮什麼》於2024年7月11日開始每周四及周五22:35至23:05於翡翠台播出，與鄭衍峰共同主持，拍攝地點為巴黎、波爾多、聖德田、里昂、里爾、第戎、博訥。
《瑞士潮什麼》於2024年10月14日開始周一至五22:30至23:05於翡翠台播出，拍攝地點為達沃斯、馬特洪峰、薩斯費、少女峰、特拉肯、琉森、瑞吉山、蘇黎世、日內瓦、巴賽爾。
《德國潮什麼》於2024年12月23日開始周一至五22:30至23:05於翡翠台播出，拍攝地點為慕尼黑、羅滕堡、柏林、科隆、漢堡、多塞多夫、德累斯頓。
《南美潮什麼》於2025年5月5日開始周一至五22:30至23:05於翡翠台播出，拍攝地點為巴西、玻利維亞、秘魯。

## 節目調動
- 《美國潮什麼》：由於2017年3月4日直播《賽馬直擊》，本節目暫停播映。
- 《加拿大潮什麼》：由於直播2017年6月3日及7月8日《賽馬直擊》，本節目暫停播映。
- 《西班牙潮什麼》：由於2019年2月4日播出《搵食飯團》特別版，本節目暫停播映。
- 《西葡潮什麼》：

由於2020年6月6日直播《萬眾同心公益金》，本節目暫停播映；
由於2020年6月20日播出《晚間新聞》（配合播出big big shop感謝祭），本節目暫停播映；
由於2020年7月25日播出《晚間新聞》（配合播出big big shop抗疫感謝祭），本節目暫停播映；
由於2020年8月1日播出《晚間新聞》（配合播出big big shop抗疫感謝祭 續集），本節目暫停播映；
由於2020年8月8日播出《2020勁歌金曲優秀選第一回》，本節目暫停播映；
由於2020年8月22日播出《用愛站起來》，本節目改於22:00-22:30播出。
- 《冬奧潮什麼》：由於2022年2月4日直播北京冬奧開幕禮超時，本節目順延播出。

## 每集內容

### 美國潮什麼
| 集數   | 播映日期 | 主題                                          |
| 2017年 |          |                                               |
| 01     | 2月18日  | 梁芷珮繪畫TVBuddy                             |
| 02     | 2月25日  | 梁芷珮學做荷里活潮人                          |
| 03     | 3月11日  | 梁芷珮學做健美體操及偷看「大隻佬」            |
| 04     | 3月18日  | 梁芷珮光顧Chef’s Table及ATM食品               |
| 05     | 3月25日  | 梁芷珮到荷里活追星                            |
| 06     | 4月1日   | 導演Ken在LA紋身                               |
| 07     | 4月8日   | 梁芷珮學習荷里活電影特技動作                  |
| 08     | 4月15日  | 梁芷珮為TVBuddy訂造朱古力                     |
| 09     | 4月22日  | 梁芷珮細味著名卡通片男主角愛吃嘅Homers Donuts |
| 10     | 4月29日  | 梁芷珮前往了解網紅表妹Karen嘅工作             |

### 加拿大潮什麼
| 集數   | 播映日期 | 主題                                      |
| 2017年 |          |                                           |
| 01     | 5月13日  | 梁芷珮「追芝士」跑包尾                    |
| 02     | 5月20日  | 梁芷珮挑戰攀岩、水底曲棍球同飛索          |
| 03     | 5月27日  | 梁芷珮打造TVB啤酒                         |
| 04     | 6月10日  | 梁芷珮嘗試鋸木同踩葡萄                    |
| 05     | 6月17日  | 梁芷珮喺水族館同白鯨過夜                  |
| 06     | 6月24日  | 梁芷珮入住吊喺樹上嘅球形酒店              |
| 07     | 7月1日   | 梁芷珮潮玩室內丟斧頭、踏E-Bike看美景      |
| 08     | 7月15日  | 梁芷珮喺Banff泡溫泉、吃熱石燒肉、住火車廂 |
| 09     | 7月22日  | 梁芷珮喺Yellowknife觀賞極光               |
| 10     | 7月29日  | 梁芷珮喺黃刀鎮暖洋洋地看極光              |

### 法國潮什麼
| 集數   | 播映日期 | 主題                               |
| 2018年 |          |                                    |
| 01     | 3月19日  | 在波爾多玩飛躍道                   |
| 02     | 3月26日  | 梁芷珮入住陸、空交通工具           |
| 03     | 4月2日   | 梁芷珮參觀機械昆蟲藝術館           |
| 04     | 4月9日   | 梁芷珮兼職為牛油塑形               |
| 05     | 4月16日  | 梁芷珮沿「綠線」遊覽南特           |
| 06     | 4月23日  | 梁芷珮、麥凱程在里昂化身「吃貨」   |
| 07     | 4月30日  | 梁芷珮在依雲免費暢飲阿爾卑斯山泉水 |
| 08     | 5月7日   | 梁芷珮在亞維儂與型男大廚逛市場     |
| 09     | 5月14日  | 梁芷珮和麥凱程學做馬賽魚湯         |
| 10     | 5月21日  | 梁芷珮壓軸遊昂蒂布及尼斯           |

### 西班牙潮什麼
| 集數   | 播映日期 | 主題                   |
| 2018年 |          |                        |
| 01     | 12月31日 | 驚險！梁芷珮被鬥牛撞飛 |
| 2019年 |          |                        |
| 02     | 1月7日   | 梁芷珮看C朗踢球        |
| 03     | 1月14日  | 自製朱古力及氣泡酒     |
| 04     | 1月21日  | 到酒莊探望草泥馬       |
| 05     | 1月28日  | 在巴塞隆拿歎紅酒Spa    |
| 06     | 2月11日  | 「郵」玩拿坡里和馬賽   |
| 07     | 2月18日  | 到萊里達看恐龍腳印     |
| 08     | 2月25日  | 見識十二世紀石缸釀酒法 |
| 09     | 3月4日   | 試玩足式高爾夫         |
| 10     | 3月11日  | 光顧全球最舊餐廳       |

### 意大利潮什麼
| 集數   | 播映日期 | 主題                     |
| 2019年 |          |                          |
| 01     | 3月18日  | 歎免費紅酒及溫泉         |
| 02     | 3月25日  | 在拿玻里學做薄餅         |
| 03     | 4月1日   | 深入古蹟龐貝古城         |
| 04     | 4月8日   | 參觀歐洲最大鹽田         |
| 05     | 4月15日  | 入住岩洞酒店             |
| 06     | 4月22日  | 坐郵輪訪希臘米科諾斯島   |
| 07     | 4月29日  | 遊覽《權力遊戲》取景地   |
| 08     | 5月6日   | 參觀百年帽廠             |
| 09     | 5月13日  | 在凍肉店細味佛羅倫斯牛扒 |
| 10     | 5月20日  | 跟隨松露獵人尋找黑松露   |
| 11     | 5月27日  | 兩大名車的速度與奢華     |
| 12     | 6月3日   | 探尋酒莊與芝士廠         |
| 13     | 6月10日  | 細味傳統黑醋與風乾火腿   |
| 14     | 6月17日  | 急流划艇大挑戰           |
| 15     | 6月24日  | 都靈探尋「C朗」足跡      |

### 北歐潮什麼
| 集數   | 播映日期 | 主題                       | 國家 |
| 2019年 |          |                            |      |
| 01     | 7月1日   | 浮潛探索歐陸與北美板塊裂縫 | 冰島 |
| 02     | 7月8日   | 邊飲邊浸啤酒Spa            | 冰島 |
| 03     | 7月15日  | 傳統天然地熱烤麵包         | 冰島 |
| 04     | 7月22日  | 得獎朱古力大揭秘           | 冰島 |
| 05     | 7月29日  | 夢幻藍色溫泉               | 冰島 |
| 06     | 8月5日   | 另類口味啤酒廠             | 冰島 |
| 07     | 8月12日  | 芬蘭冰湖大挑戰             | 芬兰 |
| 08     | 8月19日  | 海上破冰之旅               | 芬兰 |
| 09     | 8月26日  | 芬蘭民族詩人的故居         | 芬兰 |
| 10     | 9月2日   | 深入冰球隊基地             | 芬兰 |
| 11     | 9月9日   | 聖誕老人的故鄉             | 芬兰 |
| 12     | 9月16日  | 見識挪威「巨魔」怪石       | 挪威 |
| 13     | 9月23日  | 玩盡海盜世界               | 挪威 |
| 14     | 9月30日  | 夢想積木主題樂園           | 丹麦 |
| 15     | 10月7日  | 「兩海相遇」之地           | 丹麦 |
| 16     | 10月14日 | 森林中的螺旋觀景塔         | 丹麦 |
| 17     | 10月21日 | 瑞典家具品牌發源地         | 瑞典 |
| 18     | 10月28日 | 木筏遊河DIY                | 瑞典 |
| 19     | 11月4日  | 出海捕蟹美食團             | 瑞典 |
| 20     | 11月11日 | 屋頂徒步賞風光             | 瑞典 |

### 西葡潮什麼
| 集數   | 播映日期 | 主題                                | 國家            |
| 2020年 |          |                                     |                 |
| 01     | 5月16日  | 踏足世界上最美小島                  | 西班牙、 葡萄牙 |
| 02     | 5月23日  | 穿梭火山熔岩地帶                    | 西班牙          |
| 03     | 5月30日  | 遊走石頭村莊、白色小鎮朝聖          | 西班牙          |
| 04     | 6月13日  | 美麗書店開眼界 罐頭魚貼心手信       | 葡萄牙、 西班牙 |
| 05     | 6月27日  | 揚帆遊河看世界 山系女生「與樹同行」 | 葡萄牙          |
| 06     | 7月4日   | 走過波爾圖足球聖地                  | 葡萄牙          |
| 07     | 7月11日  | 牧場酒店當農夫 參觀材料銀行         | 葡萄牙          |
| 08     | 7月18日  | 暢遊七丘之城、小威尼斯小鎮          | 葡萄牙          |
| 09     | 8月15日  | 塗鴉顯藝術天分 西班牙廣場朝聖       | 葡萄牙、 西班牙 |
| 10     | 8月22日  | 玩盡南部海岸阿爾加維                | 葡萄牙          |

### 冰島潮什麼
| 集數   | 播映日期 | 主題                     |
| 2021年 |          |                          |
| 01     | 10月18日 | 近距離接觸火山冷卻熔岩   |
| 02     | 10月19日 | 令人觸動的滑翔傘         |
| 03     | 10月20日 | 冰川上「遊走」並深入冰洞 |
| 04     | 10月25日 | 登高探海鸚               |
| 05     | 10月26日 | 設法尋找鯨魚蹤跡         |
| 06     | 10月27日 | 「維京」式遊歷           |

### 冬奧潮什麼
| 集數   | 播映日期 | 主題                 | 國家                   |
| 2022年 |          |                      |                        |
| 01     | 2月3日   | 冬奧項目體驗         | 芬兰 · 爱沙尼亚 · 法國 |
| 02     | 2月4日   | 高山滑雪港隊訓練實況 | 法國                   |

### 芬蘭潮什麼
| 集數   | 播映日期 | 主題                               | 國家            |
| 2022年 |          |                                    |                 |
| 01     | 3月24日  | 玩轉聖誕老人村及周邊玩意           | 芬兰            |
| 02     | 3月25日  | 一日狗義工、農場版密室逃脫         | 芬兰、 瑞典     |
| 03     | 3月31日  | 河畔渡假村賞極光、瑞典最古老酒店   | 瑞典            |
| 04     | 4月1日   | 焗桑拿跳海體驗、漫遊塔林古城區     | 芬兰、 爱沙尼亚 |
| 05     | 4月7日   | 盪鞦韆極限運動、愛沙尼亞文化博物館 | 爱沙尼亚        |
| 06     | 4月8日   | 圖爾庫木屋度假村、監獄變身住宅景點 | 芬兰            |

### 東．南歐潮什麼
| 集數   | 播映日期 | 主題                                   | 國家          |
| 2022年 |          |                                        |               |
| 01     | 5月30日  | 見識古羅馬鬥士訓練、國家公園尋恐龍足印 |               |
| 02     | 5月31日  | 足球場滑飛之旅、漫遊千年皇宮遺址       |               |
| 03     | 6月1日   | 海上即開即吃超鮮生蠔、博物館大檢閱     |               |
| 04     | 6月6日   | 薩拉熱窩的戰爭烙印、黑山直立板遊湖     | 、 蒙特內哥羅 |
| 05     | 6月7日   | 登山俯瞰科托爾美景、天然洞穴遊歷記     | 蒙特內哥羅    |
| 06     | 6月8日   | 全歐最大峽谷玩飛索、克羅地亞手信清單   | 蒙特內哥羅、  |

### 非洲潮什麼
| 集數   | 播映日期 | 主題                       | 國家            |
| 2023年 |          |                            |                 |
| 01     | 1月30日  | 馬爾代夫玩浮潛、釣魚       | 馬爾地夫        |
| 02     | 1月31日  | 塞舌爾島探陸龜             | 塞舌尔          |
| 03     | 2月1日   | 毛里裘斯伴獅同行           | 模里西斯        |
| 04     | 2月6日   | 毛里裘斯「抵住」渡假村     | 模里西斯        |
| 05     | 2月7日   | 開普敦入鐵籠睇鯊魚？       | 模里西斯、 南非 |
| 06     | 2月8日   | 開普敦專屬列車接載試葡萄酒 | 南非            |
| 07     | 2月13日  | 肯亞首都近望長頸鹿、犀牛   |                 |
| 08     | 2月14日  | 坐車感受「非洲Big 5」霸氣  |                 |
| 09     | 2月15日  | 探訪馬塞遊牧民族           |                 |
| 10     | 5月21日  | 折返開普敦食、玩、買       | 南非            |

### 澳洲潮什麼
| 集數   | 播映日期 | 主題                               |
| 2023年 |          |                                    |
| 01     | 5月29日  | 與短尾矮袋鼠玩自拍、高空跳傘初體驗 |
| 02     | 5月30日  | Busselton Jetty美景打卡遊          |
| 03     | 5月31日  | 「海陸空」玩餐飽、探索藝術文青小鎮 |
| 04     | 6月5日   | 親親樹熊與袋鼠、歎酒美食團         |
| 05     | 6月6日   | 黃金海岸玩盡海與空、伴隨海龜暢泳   |
| 06     | 6月7日   | 叢林冒險、大沼澤地生態之旅         |

### 南極潮什麼
| 集數   | 播映日期 | 主題                                   | 國家                            |
| 2023年 |          |                                        |                                 |
| 01     | 10月5日  | 阿根廷彩虹小鎮、百年氣息下看書歎啡     | 阿根廷                          |
| 02     | 10月6日  | 穿越「魔鬼海峽」圓夢踏足南極           |                                 |
| 03     | 10月12日 | 觀察極地動物習性、探索冰川與活火山     | 英国（ 南乔治亚和南桑威奇群岛） |
| 04     | 10月13日 | 企鵝王國                               | 英国（ ）                       |
| 05     | 10月19日 | 「世界盡頭」列車、即捕即煮帝王蟹       | 阿根廷                          |
| 06     | 10月20日 | 見識「牛仔鎮」文化、回味港產片跳舞經典 | 阿根廷                          |

### 北極潮什麼
| 集數   | 播映日期 | 主題                           | 國家   |
| 2023年 |          |                                |        |
| 01     | 12月18日 | 海豹驚喜獻吻、爽歎「極光放題」 | 挪威   |
| 02     | 12月19日 | 極地跳冰水挑戰                 | 格陵兰 |
| 03     | 12月20日 | 冰山美景足球場、「世遺」冰峽灣 | 格陵兰 |
| 04     | 12月25日 | 荒蕪小島探索前人居住痕跡       | 加拿大 |
| 05     | 12月26日 | 罕見北極熊、鯨魚身影           | 加拿大 |
| 06     | 12月27日 | 折返挪威為買手信衝刺           | 挪威   |

### 沙特阿拉伯潮什麼
| 集數   | 播映日期 | 主題                   |
| 2024年 |          |                        |
| 01     | 5月20日  | 沙漠巨岩「酒店」       |
| 02     | 5月21日  | 暢玩「超人式」吊索     |
| 03     | 5月22日  | 野外露營觀星           |
| 04     | 5月27日  | 「世界邊緣」懸崖好震撼 |
| 05     | 5月28日  | 「地球」餐廳歎多地美饌 |
| 06     | 5月29日  | 沙特手信Shopping List  |

### 巴黎奧運潮什麼
| 集數   | 播映日期 | 主題                                           |
| 2024年 |          |                                                |
| 01     | 7月11日  | 認識奧運新項目、與老虎捷豹「同眠」             |
| 02     | 7月12日  | 下榻浪漫古雅酒莊、古代奧運展覽                 |
| 03     | 7月18日  | 遊走地底礦場與足球「聖」地                     |
| 04     | 7月19日  | 逛世遺舊城買古董、乘船暢遊塞納河               |
| 05     | 7月25日  | 「迷你超市」藏阿拉伯酒吧、地道窩夫餅與青口滋味 |
| 06     | 7月26日  | 風味啤酒的釀造秘密、尋「貓頭鷹」許願           |

### 瑞士潮什麼
| 集數   | 播映日期 | 主題                     |
| 2024年 |          |                          |
| 01     | 10月14日 | 乘滑翔傘衝上雲霄         |
| 02     | 10月15日 | 少女峰遨遊攻略           |
| 03     | 10月16日 | 「朱古力博物館」試食放題 |
| 04     | 10月17日 | 旅孩「放電」行程推介     |
| 05     | 10月18日 | DIY瑞士知名軍刀          |

### 德國潮什麼
| 集數   | 播映日期 | 主題                                       |
| 2024年 |          |                                            |
| 01     | 12月23日 | 玩盡慕尼黑啤酒節、羅滕堡皇城節             |
| 02     | 12月24日 | 柏林懸空盪鞦韆、轎車團自駕巡遊             |
| 03     | 12月25日 | 遊逛科隆一百年、暢玩歐洲主題樂園           |
| 04     | 12月26日 | 漢堡遊湖chill一chill、多塞多夫嚐過百年味道 |
| 05     | 12月27日 | 多塞多夫「小東京」、德國世遺歌劇院         |

### 南美潮什麼
| 集數   | 播映日期 | 主題                                   | 國家            |
| 2025年 |          |                                        |                 |
| 01     | 5月5日   | 俯瞰秘魯古文明圖案、懸掛酒店宿一宵     | 秘魯            |
| 02     | 5月6日   | 探索印加文化遺跡、投入古城泡泡水戰     | 秘魯            |
| 03     | 5月7日   | 秘魯名菜必食推介、玻利維亞石林奇觀     | 秘魯、 玻利维亚 |
| 04     | 5月8日   | 世界最長空中纜車、女巫市集與木乃伊探秘 | 玻利维亚        |
| 05     | 5月9日   | 樹屋酒店、踏足鹽田之前行程             | 玻利维亚        |
| 06     | 5月12日  | 解鎖「天空之鏡」人生必遊清單           | 玻利维亚        |
| 07     | 5月13日  | 國家公園尋野生動物、懸掛式滑翔鳥瞰里約 | 玻利维亚、 巴西 |
| 08     | 5月14日  | 里約狂歡節場內、場外熱情奔放           | 巴西            |
| 09     | 5月15日  | 基督像周邊打卡位、聖保羅美食遊         | 巴西            |
| 10     | 5月16日  | 歐陸式隱世小鎮、球王比利與咖啡博物館   | 巴西            |

## 外部連結
- 美國潮什麼 - 主頁 - tvb.com （页面存档备份，存于）
- 加拿大潮什麼 - 主頁 - tvb.com （页面存档备份，存于）
- 法國潮什麼 - 主頁 - tvb.com （页面存档备份，存于）
- 西班牙潮什麼 - 主頁 - tvb.com （页面存档备份，存于）
- 意大利潮什麼 - 主頁 - tvb.com （页面存档备份，存于）
- 北歐潮什麼 - 主頁 - tvb.com （页面存档备份，存于）
- 西葡潮什麼 - 主頁 - tvb.com （页面存档备份，存于）
- 冰島潮什麼 - 主頁 - tvb.com （页面存档备份，存于）
- 冬奧潮什麼 - 主頁 - tvb.com（页面存档备份，存于）
- 芬蘭潮什麼 - 主頁 - tvb.com （页面存档备份，存于）
- 東．南歐潮什麼  - 主頁 - tvb.com （页面存档备份，存于）
- 非洲潮什麼  - 主頁 - tvb.com
- 澳洲潮什麼  - 主頁 - tvb.com
- 南極潮什麼  - 主頁 - tvb.com
- 北極潮什麼  - 主頁 - tvb.com
- 沙特阿拉伯潮什麼  - 主頁 - tvb.com （页面存档备份，存于）
- 巴黎奧運潮什麼  - 主頁 - tvb.com （页面存档备份，存于）
- 瑞士潮什麼  - 主頁 - tvb.com
- 德國潮什麼  - 主頁 - tvb.com
- 南美潮什麼  - 主頁 - tvb.com （页面存档备份，存于）
- 《南美潮什麼》myTV SUPER線上看